# The Real Housewives of Miami
The Real Housewives of Miami (förkortat RHOM) är en amerikansk reality-TV-serie som hade premiär 22 februari 2011 på Bravo och fram till november 2013 visats i tre säsonger. Under första säsongens produktionsstadium var serien tänkt att heta Miami Social Club, en omarbetning av Bravos mindre framgångsrika program Miami Social som sändes i en säsong 2009. Efter inspelningen valde Bravo dock att klippa om innehållet och göra serien till ett ytterligare tillskott i den populära media-franchisen The Real Housewives. 
The Real Housewives of Miami följer några förmögna och inflytelserika kvinnors vardag i Miami, Florida, och fokuserar på mestadels latinamerikaner som medverkande. Lea Black, Adriana de Moura, Marysol Patton, Alexia Echevarria, Larsa Pippen och Cristy Rice var seriens originalmedverkande. Black, de Moura och Patton var de enda med fortsatta huvudroller i andra säsongen som introducerade Lisa Hochstein, Joanna Krupa, Ana Quincoces och Karent Sierra som nya "hemmafruar". Patton, Quincoces och Sierra nedgraderades till återkommande- eller gästroller i tredje säsongen medan Echevarria återfick en permanent roll.
Tittarsiffrorna under första säsongen av The Real Housewives of Miami var inte bra. Serien betraktades som en "kommersiell flopp" och hade de lägsta tittarsiffrorna av alla The Real Housewives-serier. Bravo gjorde en genomgripande omstrukturering av programmet inför andra säsongen, med nya chefsproducenter och Purveyors of Pop som nytt produktionsbolag. The Real Housewives of Miami fick övervägande negativ kritik från professionella journalister vid lanseringen som kritiserade handlingen och avfärdade serien i sin helhet. En fjärde säsong av serien fanns inte med i Bravos programtablå för 2014 och inte heller 2015. Under mitten av 2016 meddelades att RHOM officiellt lagts ner på grund av låga tittarsiffor. I februari 2021 meddelades att Bravo hade en fjärde säsong av serien i förproduktion efter framgångarna med de senare spinoff-serierna The Real Housewives of Potomac (2016), Dallas (2016) och Salt Lake City (2020).

## Överblick

### Medverkande
Bravo tillkännagav första säsongens medverkande i The Real Housewives of Miami den 3 februari 2011. Som seriens "hemmafruar" sågs Lea Black, en affärskvinna gift med försvarsadvokaten Roy Black, Adriana de Moura, en brasiliansk konstnär, Marysol Patton, ägare till PR-firman, The Patton Group, kubanskan Alexia Echevarria, chefredaktör för tidningen Venue Magazine, Larsa Pippen, hustru till den amerikanska NBA-spelaren Scottie Pippen och Cristy Rice som är exhustru till NBA-spelaren Glen Rice.

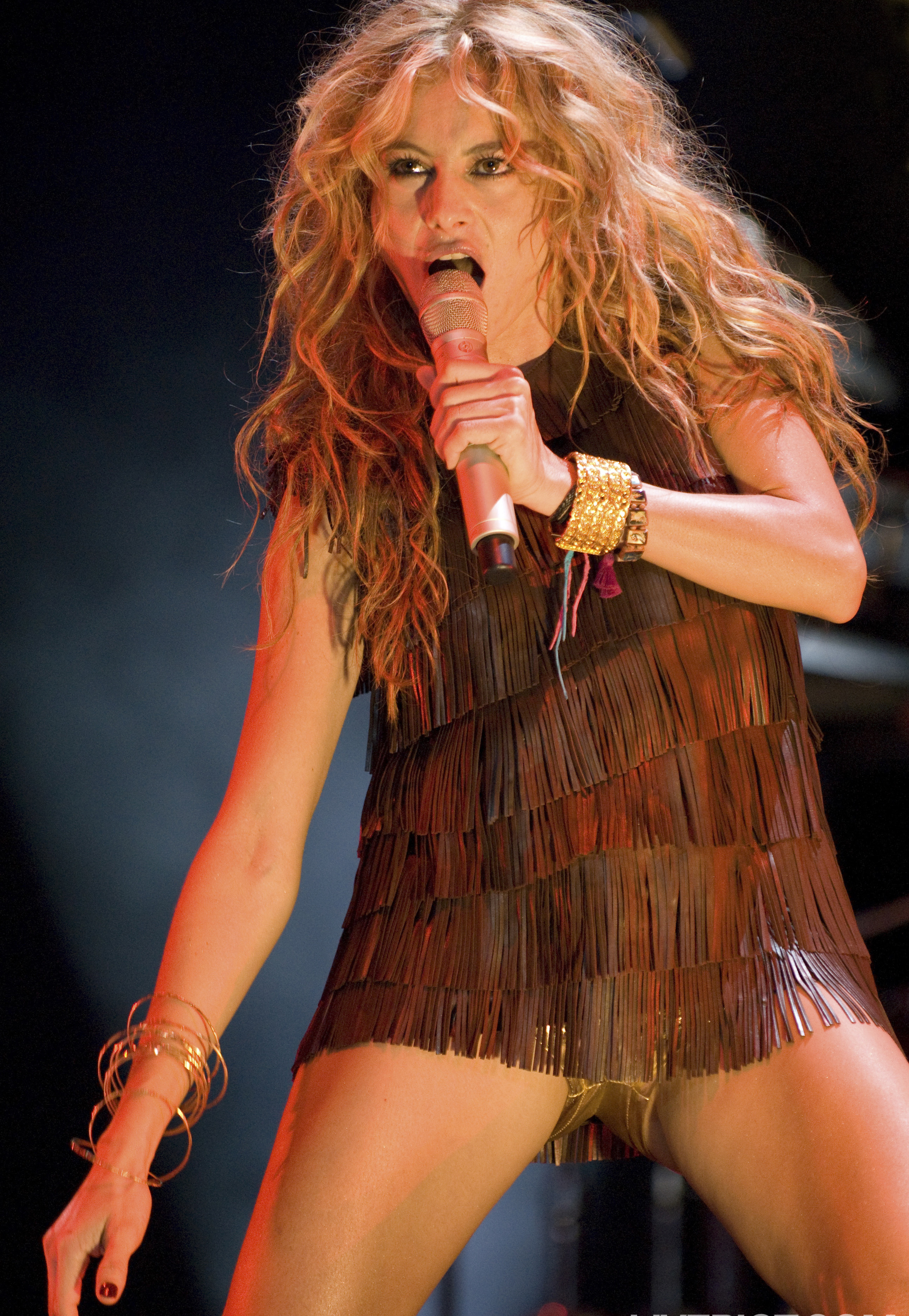
Mexikanska popartisten Paulina Rubio var en potentiell medverkande i säsong 4.

Black, de Moura och Patton var de enda av seriens originalmedverkande att behålla sina huvudroller i andra säsongen. Pippen och Rice lämnade båda inspelningen då Bravo ansåg att deras medverkan gjorde serien för lik Basketball Wives. Echevarria valde själv att endast ha en återkommande roll för att kunna fokusera på en av sina söner som blivit allvarligt skadad i en bilolycka. Deras platser ersattes av Lisa Hochstein, en fashionista och modell gift med plastikkirurgen Lenny Hochstein, den polska modellen och Dancing with the Stars-deltagaren Joanna Krupa, advokaten och kocken Ana Quincoces och kändis-tandläkaren Karent Sierra.
Inför tredje säsongen av The Real Housewives of Miami valde Bravo att korta ner rollistan från sju till fem "hemmafruar" för att kunna ge en tydligare handling. Black, de Moura, Echevarria, Hochstein och Krupa återvände i huvudrollerna. Det meddelades först att Patton fortfarande skulle ha en av huvudrollerna i tredje säsongen men i en intervju med Radar Online meddelade hon att Bravo nedgraderat henne till en "återkommande roll" liksom Quincoces. Sierra valde att inte återvända och i stället fokusera på "andra TV-projekt utan onödig drama".
Efter nyheten om att Real Housewives of Miami skulle komma tillbaka med en fjärde säsong på streamingtjänsten Peacock meddelades att Echevarria och Hochstein var de enda medverkande från säsong 3 med fortsatta huvudroller. De Moura och Patton nedgraderades till biroller medan Pippen återvände i en huvudroll tio år efter sin senaste medverkan. Fjärde säsongen introducerade tre nya kvinnor; Guerdy Abraira, Nicole Martin och Julia Lemigova. Lemigova blev The Real Housewives-franchisens första öppet homosexuella "hemmafru". Under förproduktionen till säsongen uppgavs att Phil Collins exfu Orianne Cevey och den mexikanska sångerskan Paulina Rubio var högintressanta som medverkande men dessa planer uteblev.
Peacock förnyade programmet för en femte säsong i oktober 2022, vilket bekräftar premiärdatumet i december 2022. Alla de viktigaste hemmafruarna återvände för den femte säsongen, liksom alla återkommande skådespelare. Black, som var en huvudrollsinnehavare i de ursprungliga tre första säsongerna, dök upp som gäst under hela säsongen. Den femte säsongen började den 8 december 2022 och slutade den 23 mars 2023; de första fyra avsnitten sändes torsdagen den 8 december, och nya avsnitt sändes varje vecka därefter. Bravo tillkännagav i maj 2023 att den sjätte säsongen skulle ha premiär på sitt nätverk och även distribueras genom Peacock. Alla de viktigaste hemmafruarna återvände för den sjätte säsongen, liksom alla återkommande skådespelare. Ana Quincoces, som var en av huvudrollsinnehavarna i den andra säsongen, dök upp som gäst under hela säsongen. Den sjätte säsongen sändes första gången den 1 november 2023.
Bravo förnyade programmet för en sjunde säsong i maj 2024. I juli 2024 bekräftade Larsa Pippen att hon skulle återvända för den kommande sjunde säsongen. I augusti 2024 bekräftade Lisa Hochstein sin återkomst för den kommande sjunde säsongen. I september 2024 meddelade Nicole Martin sitt beslut att lämna serien som heltidsrollsinnehavare för att fokusera på sin familj.

#### Tidslinje över medverkande
| Medverkande      | Säsonger              | Säsonger              | Säsonger              | Säsonger              | Säsonger              | Säsonger              | Säsonger              |
| Medverkande      | 1                     | 2                     | 3                     | 4                     | 5                     | 6                     | 7                     |
|                  | Nuvarande medverkande | Nuvarande medverkande | Nuvarande medverkande | Nuvarande medverkande | Nuvarande medverkande | Nuvarande medverkande | Nuvarande medverkande |
| ---------------- | --------------------- | --------------------- | --------------------- | --------------------- | --------------------- | --------------------- | --------------------- |
| Alexia Nepola    | Huvudroll             | Biroll                | Huvudroll             | Huvudroll             | Huvudroll             | Huvudroll             | Huvudroll             |
| Larsa Pippen     | Huvudroll             |                       |                       | Huvudroll             | Huvudroll             | Huvudroll             | Huvudroll             |
| Lisa Hochstein   |                       | Huvudroll             | Huvudroll             | Huvudroll             | Huvudroll             | Huvudroll             | Huvudroll             |
| Guerdy Abraira   |                       |                       |                       | Huvudroll             | Huvudroll             | Huvudroll             | Huvudroll             |
| Julia Lemigova   |                       |                       |                       | Huvudroll             | Huvudroll             | Huvudroll             | Huvudroll             |
|                  | Tidigare medverkande  |                       |                       |                       |                       |                       |                       |
| Lea Black        | Huvudroll             | Huvudroll             | Huvudroll             |                       | Gästroll              |                       |                       |
| Adriana de Moura | Huvudroll             | Huvudroll             | Huvudroll             | Biroll                | Biroll                | Biroll                | Biroll                |
| Marysol Patton   | Huvudroll             | Huvudroll             | Biroll                | Biroll                | Biroll                | Biroll                | Biroll                |
| Cristy Rice      | Huvudroll             |                       |                       |                       |                       |                       |                       |
| Joanna Krupa     |                       | Huvudroll             | Huvudroll             |                       |                       |                       |                       |
| Ana Quincoces    | Gästroll              | Huvudroll             | Biroll                |                       |                       | Gästroll              |                       |
| Karent Sierra    |                       | Huvudroll             | Gästroll              |                       |                       |                       |                       |
| Nicole Martin    |                       |                       |                       | Huvudroll             | Huvudroll             | Huvudroll             |                       |
|                  | Övriga medverkande    |                       |                       |                       |                       |                       |                       |
| Kiki Barth       |                       |                       |                       | Biroll                | Biroll                | Biroll                | Biroll                |

### Handling
De första två avsnitten av serien, "Paradise Cost" och "Black Ball'd", dokumenterar när Black förbereder och håller den årliga insamlingsmiddagen Black's Annual Gala. Black hamnar i en dispyt med Rice som anländer till middagen utan att ha svarat på sin r.s.v.p. och spänningarna intensifieras när Black och Rice båda blir inbjudna till en italiensk matlagningslektion i Pippens restaurang. De Moura anordnar en konstutställning i avsnittet "Optical Delusion" medan Echevarria arbetar för att hennes äldste son Peter ska bli antagen till modellskola. Patton gifter sig med fästmannen Philippe under en skidsemester i Aspen.
I andra säsongens premiäravsnitt, "A Tale of Two Miamis", anordnar Black återigen Black's Annual Gala samtidigt som hennes långvariga vänskap med Patton surnar på grund av ett misslyckat samarbete. De Moura tar nästa steg i sin relation med fästmannen Frederic Marq men hennes oläkta sår från föregående relation gör henne osäker på ett giftermål. Patton har separerat från Philippe men förmår inte att skriva på deras skilsmässoansökan. Hochstein börjar tvivla på sin förmåga att bli gravid efter tre missfall i rad. Krupa jobbar på att förbättra sin dåliga relation med pojkvännen Romain. Paret glider isär ytterligare när Krupa hamnar i ett bråk med de Moura i del ett och två av avsnitten "Bras and Brawls" och när hon senare hittar hans flörtiga chattkonversationer med en annan kvinna. Quincoces inser att hon efter två år fortfarande inte kommit över separationen från maken Kris Humphries och deras tjugo år långa äktenskap. Echevarria, de Moura och Quincoces konfronterar Sierra med rykten om att hennes pojkvän, den latinamerikanska såpoperastjärnan Rodolfo Jiménez, är otrogen mot henne. Sierra vägrar dock att ta till sig informationen. I avsnittet "Elsa Foretells a Storm" förbereder sig kvinnorna för att åka på semester till Bahamas för att försöka reparera vänskaper. Marysol Pattons synska mamma Elsa förutspår dessvärre att resan kommer leda till ytterligare bråk. "Surrounded by Hot Water" och "Healing Hole" dokumenterar semesterresan som snabbt urartar när Echevarria visar upp en tidningsartikel om Jiménez' otrohet mot Sierra som av privata skäl väljer att åka hem tidigare. Samtidigt hamnar Black och Patton i en hätsk konfrontation.

## Utveckling

### Bakgrund och koncept
Den 10 mars 2010 meddelades att den amerikanska TV-kanalen Bravo hade påbörjat en större omstrukturering av sin mindre framgångsrika Realityserie Miami Social som visats i en säsong under 2009. Marysol Patton och transvestiten Elaine Lancaster var några personer som tillfrågades av Bravo att filma scener till projektet som i ett tidigt produktionsstadium skulle fokusera på "kvinnliga företagare och filantropi". Flera namn diskuterades till serien, däribland Miami Caliente och Miami Chicas men föll slutligen på Miami Social Club som skulle följa några personer bland Miamis välbärgade elit; "en glamourös krets där pengar, hårt arbete, status och skönhet regerar". När inspelningen var klar valde Bravo att klippa om materialet och istället göra Miami Social Club till ett ytterligare tillskott i den omåttligt populära media-franchisen The Real Housewives.
I ett pressmeddelande skrev kanalen att The Real Housewives of Miami skulle introducera "några av Miamis högst ansedda och mest inflytelserika kvinnor".

### Produktion och inspelning

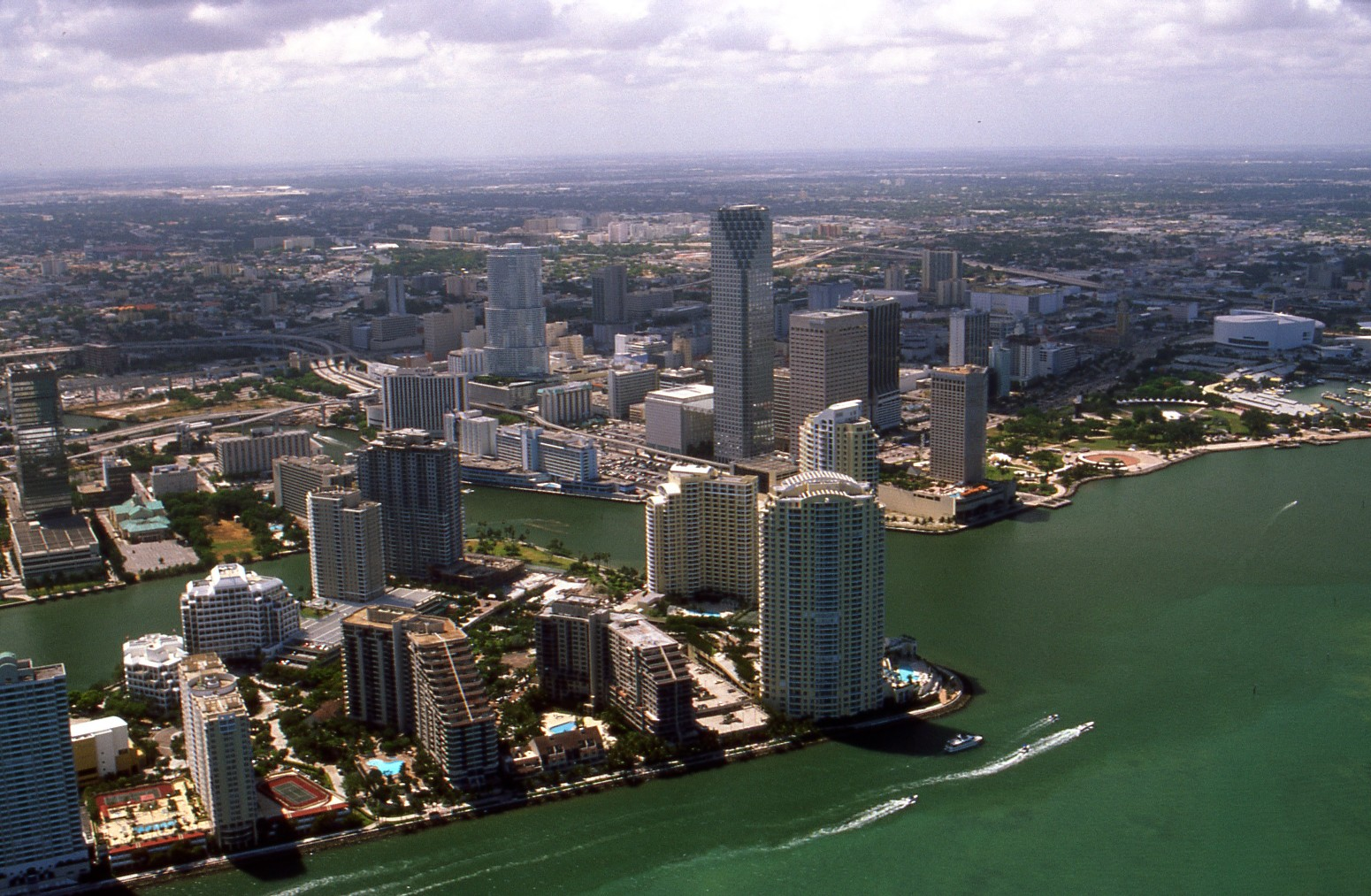
Miami, Florida, där mesta delen av inspelningen ägde rum.

Första säsongen av The Real Housewives of Miami producerades av MC Filmworks med Michael McNamara och Sheri Maroufkhani som chefsproducenter. Filmandet för första säsongen av serien rapporterades vara klar i september 2010. I februari 2012 bekräftade Bravo att The Real Housewives of Miami skulle förnyas med en andra säsong, trots tidigare rykten om en nedläggning. Då materialet till första säsongen från början inte var tänkt att användas till en Housewives-serie fick The Real Housewives of Miami en genomgripande omarbetning inför andra säsongen för att bli mer i samma stil med övriga serier i franchisen. Matt Anderson och Nate Green som arbetat med andra framgångsrika serier för Bravo tog över arbetet som exekutiva chefsproducenter med deras Purveyors of Pop som nytt produktionsbolag. I slutet av mars 2013 rapporterade In Touch att The Real Housewives of Miami hade börjat filma inför en tredje säsong. I april samma år bekräftade Bravo att serien hade förnyats, en nyhet som media utnämnde till "Miamis sämst bevarade hemlighet".
Sedan sista kvartalet 2013 har en fjärde säsong av The Real Housewives of Miami varit oviss. De Moura, Echevarria och Hochstein har rapporterats återvända i huvudrollerna om serien förnyas. I en intervju med E! Online i februari 2014 kommenterade Echevarria: "Det kommer definitivt bli en fjärde säsong av [The Real Housewives of] Miami. Jag har pratat med producenterna och just nu arbetar de på inspelningsdatum. Vi brukar oftast filma vid den här tiden på året men vi fick berättat att inspelningen har flyttats fram lite." En ny säsong av serien fanns dock inte med i Bravos programtablå för 2014 och inte heller 2015. Det var inte förrän i mitten av 2016 som chefsproducenten Andy Cohen meddelade att serien officiellt lagts ner. Anledningen uppgavs att tittarsiffrorna dalade under tredje säsongens gång, särskilt under sista avsnitten. "Det var definitivt en av anledningarna till att vi bestämde oss att inte återuppta inspelningarna." Samma år publicerade Cohen sin bok Superficial: More Adventures from the Andy Cohen Diaries i vilken han inte helt avfärdade seriens möjlighet till comeback. I en Youtube-video om Cohens bok sa Black: "Jag tror inte vi blev nedlaggda på grund av tittarsiffrorna för de var likvärdiga med många andra Housewives-serier. Så det tror jag inte på. Snarare skulle jag säga det berodde på hur Bravo prioterade. Våra avsnitt blev ofta framflyttade till andra dagar eller fick helt andra sändningstider. Det var väldigt förvirrande."
I november 2020 svarade Cohen på rykten om att RHOM skulle komma tillbaka åtta år efter nedläggningen: "Jag vet inte hur mycket jag får säga men jag har verkligen velat få Miami att komma tillbaka. Seriens fans är fortfarande väldigt högljuda och vill se nya avsnitt så jag har legat på om att återuppta inspelningarna igen." Den 3 februari 2021 meddelade US Magazine att The Real Housewives of Miami skulle komma tillbaka med en fjärde säsong. En källa uppgav till tidskriften: "Producenterna är väldigt nära att bestämma sig för en rollista efter många intervjuer. Målet är att ha en väldigt mångfaldig ensemble."

## Marknadsföring
I jämförelse med andra Housewives-serier som vanligtvis marknadsförs i två månader innan säsongsstarten var marknadsföringen till första säsongen av The Real Housewives of Miami knapphändig och började endast 19 dagar innan premiäravsnittet. En trailer och en lista över medverkande släpptes av Bravo den 3 februari 2011. Andra säsongen av serien började marknadsföras av Bravo den 25 juli 2012 med en trailer och lista på medverkande. Black, de Moura, Patton, Echevarria, Hochstein och Krupa medverkade i reklamfilmen A Dream Wedding Becomes A Nightmare som marknadsförde tredje säsongen av The Real Housewives of Miami. I filmen ses Krupa gå mot ett altare i brudklänning men upptäcker att de Moura redan står där, också i brudklänning. Echevarria syns som blomsterflicka och Hochstein som präst medan Black och Patton betraktar händelseförloppet. Mot slutet av filmen vaknar Krupa och inser att det hela bara var en mardröm.

## Mottagande
Enligt webbplatsen Metacritic, som samlar ihop recensioner och räknar ut genomsnittliga betyg, har The Real Housewives of Miami fått betyget 41 av 100, vilket indikerar "blandad eller medelmåttig kritik". Valarie Kellogg från webbplatsen Newsday gav serien betyget B+ och konstaterade: "Bortsett från att vara vackrast av alla "hemmafruar" är de här kvinnorna också förmodligen minst osäkra." Kellogg fortsatte: "Dynamiken i den här serien är så pass annorlunda att Housewives-fans kommer vilja ge Miami en chans. Men tiden kommer utvisa om handlingen kommer få tittarna att behålla intresset." Tanner Stransky från Entertainment Weekly gav betyget B och skrev: "Efter att ha sett det första avsnittet av franchisens sjunde(!) serie kommer du utan tveka säga: Var är bråken? Var är de högljudda konversationerna? Var är bordvältandet? Inget sånt försiggår här... än."
Mark A. Perigard, skribent för tidskriften Boston Herald avfärdade The Real Housewives of Miami och skrev: "Kvinnorna är så desperata efter uppmärksamhet att de återanvänder delar från andra serier." Ginia Bellafante från New York Times ansåg att "The Real Housewives"-formulan började kännas "tråkig". Hon skrev: "På samma sätt som Housewives of New Jersey har italiensk-amerikanska hemmafruar som sitt signum ger Real Housewives of Miami en glimt av stadens latinamerikanska kultur genom förutsägbara stereotyper." Bellafante fortsatte: "Ett exempel är Alexia, en slags nytappning av Charo som lagar frukost till sin tonårsson i en outfit som skulle kunna antyda 'Efter den här omeletten ska jag på audition för en kickboxningsvideo regisserad av Larry Flynt.' Det tar inte lång tid för Alexia att identifiera sig som en "kubansk barbie" eller för Adriana, en brasilianska med en suspekt exmake, att verka totalt galen. Alla kvinnorna har stora egon - större än vad deras talanger berättigar till. Här har vi också Larsa, gift med Chicago Bulls-stjärnan Scottie Pippen, som tar sin roll som troféfru lika seriöst som om hon skulle driva Microsoft: 'Man måste vara i form och se söt ut om man är gift med Scottie', förklarar hon. Och det är bara början av hennes kostnadsanalys".
David Hinkley från New York Daily News var inte positiv i sin recension av serien och skrev: "Bravos outröttliga "Real Housewives"-scouter har hittat ytterligare en amerikansk stad med ett gäng självupptagna kvinnor som vill se sig själva på tv." Han konstaterade: "Man hade ju åtminstone kunnat förvänta sig att Miami-versionen av franchisen skulle innehålla vackra vyer från området men de är tyvärr lika avmätta som innehållet." Tidskriften Miami Herald var inte heller förtjust i serien och skrev: "Likt sina föregångare, utspridda i sex andra oturliga städer i USA, följer Real Housewives of Miami några troféfruar som lunchar sig igenom livet." Recensenten fortsatte: "Det är såklart möjligt att dessa kvinnor inte är så fasansfullt korkade som de uppfattas men Housewives of Miami är till och med mera fejk än den genomsnittliga realityserien."

## Sändningshistorik och tittarsiffror
I början av februari 2011 meddelade Bravo att The Real Housewives of Miami skulle börja visas samma månad och att fjärde säsongen av The Real Housewives of New York därför skulle flyttas fram till mars.
Premiäravsnittet av serien visades den 22 februari 2011 och hade 1,21 miljoner amerikanska tittare vilket var de lägsta tittarsiffrorna någonsin för ett premiäravsnitt i The Real Housewives-franchisen. Tittarsiffrorna förblev låga under säsongens gång och serien betraktades som en "flopp". Säsongsavslutningen sändes den 29 mars 2011 och ett "reunionavsnitt", "Watch What Happens Live: Miami Housewives Reunion", visades den 5 april.